# Контроллер заряда аккумуляторов
Контро́ллер заря́да аккумуля́тора — электронная схема в составе зарядного устройства, предназначенная для управления процессом заряда аккумулятора.
Контроллер заряда может быть выполнен в виде отдельного устройства (например, электронный блок в ветрогенераторе) или в виде микросхемы для встраивания в аккумулятор или зарядное устройство.

## Функции
Функции контроллера:
- подача тока:
  - большего, чем ток саморазряда (для компенсации саморазряда (см. капельная подзарядка));
  - но меньшего, чем максимальный ток заряда (для предотвращения разрушения аккумулятора);
- реализация алгоритма разряда/заряда, эффективного для данного типа аккумулятора (NiMH[2], Ni-Cd или Li-Ion) при данном химическом составе компонентов;
- компенсация разниц потоков энергии при снабжении потребителя энергией одновременно с зарядкой аккумулятора (например, зарядка аккумулятора при работе ноутбука от сети);
- измерение температуры (с помощью термодатчика) для аварийного отключения зарядки на холоде или при перегреве (для предотвращения порчи аккумулятора);
- измерение давления (с помощью датчика давления) для аварийного отключения зарядки при утечке газов (для предотвращения взрывов и утечек);
- для многобаночных (например, литий-ионных) аккумуляторов: заряд не всех, а только ещё не заряженных банок (т. н. схема балансировки).

Не все контроллеры реализуют перечисленные функции.
Сложность алгоритма разряда/заряда зависит от стоимости зарядного устройства. Согласно алгоритму выполняются:
- измерение времени с начала зарядки;
- измерение напряжения и тока на входе аккумулятора;
- изменение величин тока и напряжения заряда в зависимости от измеренных значений;
- повторение циклов разряд/заряд (для восстановления ёмкости аккумулятора);
- заряд до 90 % ёмкости аккумулятора (для увеличения срока службы);
- и другие.

## Применение
Контроллер заряда используется в составе:
- переносимой электроники (мобильные телефоны, ноутбуки, портативные плееры и др.);
- автономных энергетических систем (ветряки, солнечные батареи)[3];
- источников бесперебойного питания;
- универсальных зарядных устройств (для сервисных центров);
- и другой техники различного назначения.

## Разное
При зарядке напряжение на выходе изменяется в небольшом диапазоне (12,6…14,5 В в случае использования автомобильного аккумулятора).
При зарядке аккумулятора без контроллера зарядки или при выходе контроллера из строя возможны следующие последствия:
- при превышении зарядного тока (и/или напряжения) ускоряются химические процессы, приводящие к деградации аккумулятора;
- при продолжительной зарядке (перезаряд) температура и давление электролита растут (т. н. «закипание аккумулятора») до тех пор, пока не произойдёт разрушение корпуса аккумулятора (взрыв);
- при длительном использовании аккумулятора без подзарядки (переразряд) напряжение опускается ниже критического значения, приводя к деградации аккумулятора и делая его подзарядку невозможной.